# Prawybory prezydenckie Partii Republikańskiej w 2012 roku
Prawybory prezydenckie Partii Republikańskiej w 2012 roku – seria prawyborów, która wyłoniła delegatów na konwencję Partii Republikańskiej, aby uczestniczyli w wyborze kandydata Partii Republikańskiej w wyborach prezydenckich w Stanach Zjednoczonych. Wybierani delegaci byli przypisani do konkretnego kandydata, którego popierali. W wyniku prawyborów najwięcej delegatów pozyskał Mitt Romney, który na konwencji został wybrany oficjalnym kandydatem Partii Republikańskiej w wyborach prezydenckich w 2012 roku.

## Przebieg
10 kwietnia 2012 roku Rick Santorum wycofał się z wyborów i zawiesił swoją kampanię, pomimo zwycięstwa w 11 stanach. Decyzja ta spowodowana była niewielkimi szansami na zdobycie większości głosów delegatów, słabymi wynikami sondażowymi w rodzinnej Pensylwanii oraz pogorszeniem się stanu zdrowia chorej córki. 2 maja decyzję o zakończeniu kampanii podjął również Newt Gingrich. 14 maja Ron Paul z powodów finansowych zawiesił prowadzenie kampanii w stanach, w których nie odbyły się jeszcze prawybory, chociaż formalnie nie wycofał się z wyborów.
W wyniku prawyborów Mitt Romney pozyskał najwięcej delegatów i na konwencji Partii Republikańskiej w sierpniu 2012 roku został nominowany oficjalnym kandydatem Partii Republikańskiej.

### Kalendarium
| Data                  | Miejsce                              | Typ              | Zwycięzca     | 2. miejsce    | 3. miejsce    | 4. miejsce    |
| --------------------- | ------------------------------------ | ---------------- | ------------- | ------------- | ------------- | ------------- |
| 3 stycznia 2012(dts)  | Iowa                                 | Closed Caucus    | Rick Santorum | Mitt Romney   | Ron Paul      | Newt Gingrich |
| 10 stycznia 2012(dts) | New Hampshire                        | Modified Primary | Mitt Romney   | Ron Paul      | Jon Huntsman  | Rick Santorum |
| 21 stycznia 2012(dts) | Karolina Południowa                  | Open Primary     | Newt Gingrich | Mitt Romney   | Rick Santorum | Ron Paul      |
| 29 stycznia 2012(dts) | Maine                                | Closed Caucus    | Mitt Romney   | Ron Paul      | Rick Santorum | Newt Gingrich |
| 31 stycznia 2012(dts) | Floryda                              | Closed Primary   | Mitt Romney   | Newt Gingrich | Rick Santorum | Ron Paul      |
| 4 lutego 2012(dts)    | Nevada                               | Closed Caucus    | Mitt Romney   | Newt Gingrich | Ron Paul      | Rick Santorum |
| 7 lutego 2012(dts)    | Kolorado                             | Closed Caucus    | Rick Santorum | Mitt Romney   | Newt Gingrich | Ron Paul      |
| 7 lutego 2012(dts)    | Minnesota                            | Open Caucus      | Rick Santorum | Ron Paul      | Mitt Romney   | Newt Gingrich |
| 28 lutego 2012(dts)   | Arizona                              | Closed Primary   | Mitt Romney   | Rick Santorum | Newt Gingrich | Ron Paul      |
| 28 lutego 2012(dts)   | Michigan                             | Closed Primary   | Mitt Romney   | Rick Santorum | Ron Paul      | Newt Gingrich |
| 3 marca 2012(dts)     | Waszyngton                           | Closed Caucus    | Mitt Romney   | Ron Paul      | Rick Santorum | Newt Gingrich |
| 6 marca 2012(dts)     | Alaska                               | Closed Caucus    | Mitt Romney   | Rick Santorum | Ron Paul      | Newt Gingrich |
| 6 marca 2012(dts)     | Georgia                              | Modified Primary | Newt Gingrich | Mitt Romney   | Rick Santorum | Ron Paul      |
| 6 marca 2012(dts)     | Idaho                                | Closed Caucus    | Mitt Romney   | Rick Santorum | Ron Paul      | Newt Gingrich |
| 6 marca 2012(dts)     | Massachusetts                        | Modified Primary | Mitt Romney   | Rick Santorum | Ron Paul      | Newt Gingrich |
| 6 marca 2012(dts)     | Dakota Północna                      | Closed Caucus    | Rick Santorum | Ron Paul      | Mitt Romney   | Newt Gingrich |
| 6 marca 2012(dts)     | Ohio                                 | Modified Primary | Mitt Romney   | Rick Santorum | Newt Gingrich | Ron Paul      |
| 6 marca 2012(dts)     | Oklahoma                             | Closed Primary   | Rick Santorum | Mitt Romney   | Newt Gingrich | Ron Paul      |
| 6 marca 2012(dts)     | Tennessee                            | Open Primary     | Rick Santorum | Mitt Romney   | Newt Gingrich | Ron Paul      |
| 6 marca 2012(dts)     | Vermont                              | Open Primary     | Mitt Romney   | Ron Paul      | Rick Santorum | Newt Gingrich |
| 6 marca 2012(dts)     | Wirginia                             | Open Primary     | Mitt Romney   | Ron Paul      | –             | –             |
| 6 marca 2012(dts)     | Wyoming                              | Closed Caucus    | Mitt Romney   | Rick Santorum | Ron Paul      | Newt Gingrich |
| 10 marca 2012(dts)    | Guam                                 | Closed Caucus    | Mitt Romney   | –             | –             | –             |
| 10 marca 2012(dts)    | Kansas                               | Closed Caucus    | Rick Santorum | Mitt Romney   | Newt Gingrich | Ron Paul      |
| 10 marca 2012(dts)    | Mariany Północne                     | Closed Caucus    | Mitt Romney   | Rick Santorum | Ron Paul      | Newt Gingrich |
| 10 marca 2012(dts)    | Wyspy Dziewicze Stanów Zjednoczonych | Closed Caucus    | Ron Paul      | Mitt Romney   | Rick Santorum | Newt Gingrich |
| 13 marca 2012(dts)    | Alabama                              | Open Primary     | Rick Santorum | Newt Gingrich | Mitt Romney   | Ron Paul      |
| 13 marca 2012(dts)    | Samoa Amerykańskie                   | Open Caucus      | Mitt Romney   | –             | –             | –             |
| 13 marca 2012(dts)    | Hawaje                               | Closed Caucus    | Mitt Romney   | Rick Santorum | Ron Paul      | Newt Gingrich |
| 13 marca 2012(dts)    | Mississippi                          | Open Primary     | Rick Santorum | Newt Gingrich | Mitt Romney   | Ron Paul      |
| 15 marca 2012(dts)    | Missouri                             | Modified Caucus  | Rick Santorum | Mitt Romney   | Ron Paul      | Rick Perry    |
| 18 marca 2012(dts)    | Portoryko                            | Open Primary     | Mitt Romney   | Rick Santorum | Buddy Roemer  | Newt Gingrich |
| 20 marca 2012(dts)    | Illinois                             | Open Primary     | Mitt Romney   | Rick Santorum | Ron Paul      | Newt Gingrich |
| 24 marca 2012(dts)    | Luizjana                             | Closed Primary   | Rick Santorum | Mitt Romney   | Newt Gingrich | Ron Paul      |
| 3 kwietnia 2012(dts)  | Dystrykt Kolumbii                    | Closed Primary   | Mitt Romney   | Ron Paul      | Newt Gingrich | Jon Huntsman  |
| 3 kwietnia 2012(dts)  | Maryland                             | Closed Primary   | Mitt Romney   | Rick Santorum | Newt Gingrich | Ron Paul      |
| 3 kwietnia 2012(dts)  | Wisconsin                            | Open Primary     | Mitt Romney   | Rick Santorum | Ron Paul      | Newt Gingrich |
| 24 kwietnia 2012(dts) | Connecticut                          | Closed Primary   | Mitt Romney   | Ron Paul      | Newt Gingrich | Rick Santorum |
| 24 kwietnia 2012(dts) | Delaware                             | Closed Primary   | Mitt Romney   | Newt Gingrich | Ron Paul      | Rick Santorum |
| 24 kwietnia 2012(dts) | Nowy Jork                            | Closed Primary   | Mitt Romney   | Ron Paul      | Newt Gingrich | Rick Santorum |
| 24 kwietnia 2012(dts) | Pensylwania                          | Closed Primary   | Mitt Romney   | Rick Santorum | Ron Paul      | Newt Gingrich |
| 24 kwietnia 2012(dts) | Rhode Island                         | Modified Primary | Mitt Romney   | Ron Paul      | Newt Gingrich | Rick Santorum |
| 8 maja 2012(dts)      | Indiana                              | Open Primary     | Mitt Romney   | Ron Paul      | Rick Santorum | Newt Gingrich |
| 8 maja 2012(dts)      | Karolina Północna                    | Modified Primary | Mitt Romney   | Ron Paul      | Rick Santorum | Newt Gingrich |
| 8 maja 2012(dts)      | Wirginia Zachodnia                   | Modified Primary | Mitt Romney   | Rick Santorum | Ron Paul      | Newt Gingrich |
| 15 maja 2012(dts)     | Oregon                               | Closed Primary   | Mitt Romney   | Ron Paul      | Rick Santorum | Newt Gingrich |
| 22 maja 2012(dts)     | Arkansas                             | Open Primary     | Mitt Romney   | Ron Paul      | Rick Santorum | Newt Gingrich |
| 22 maja 2012(dts)     | Kentucky                             | Closed Primary   | Mitt Romney   | Ron Paul      | Rick Santorum | Newt Gingrich |
| 29 maja 2012(dts)     | Teksas                               | Open Primary     | Mitt Romney   | Ron Paul      | Rick Santorum | Newt Gingrich |
| 5 czerwca 2012(dts)   | Kalifornia                           | Closed Primary   | Mitt Romney   | Ron Paul      | Rick Santorum | Newt Gingrich |
| 5 czerwca 2012(dts)   | New Jersey                           | Modified Primary | Mitt Romney   | Ron Paul      | Rick Santorum | Newt Gingrich |
| 5 czerwca 2012(dts)   | Nowy Meksyk                          | Closed Primary   | Mitt Romney   | Rick Santorum | Ron Paul      | Newt Gingrich |
| 5 czerwca 2012(dts)   | Dakota Południowa                    | Closed Primary   | Mitt Romney   | Ron Paul      | Rick Santorum | Newt Gingrich |
| 14 czerwca 2012(dts)  | Montana                              | Closed Caucus    | Mitt Romney   | Ron Paul      | Rick Santorum | Newt Gingrich |
| 26 czerwca 2012(dts)  | Utah                                 | Modified Primary | Mitt Romney   | Ron Paul      | Rick Santorum | Newt Gingrich |
| 14 lipca 2012(dts)    | Nebraska                             | Advisory Primary | Mitt Romney   | Rick Santorum | Ron Paul      | Newt Gingrich |

## Wyniki prawyborów
| Mitt Romney (42) Rick Santorum (11) Newt Gingrich (2) Ron Paul (1) |

Prawybory wygrane w poszczególnych stanach i terytoriach USA
Mitt Romney (42)
Rick Santorum (11)
Newt Gingrich (2)
Ron Paul (1)

Wybrany kandydat musiał otrzymać głosy minimum 1144 spośród 2286 delegatów, aby uzyskać nominację.
| Kandydat                         | Głosy powszechne | Głosy powszechne | Pozyskani delegaci | Pozyskani delegaci | Głosy delegatów | Głosy delegatów |
| Kandydat                         | Liczba           | %                | Liczba             | %                  | Liczba          | %               |
| -------------------------------- | ---------------- | ---------------- | ------------------ | ------------------ | --------------- | --------------- |
| Mitt Romney                      | 10 048 134       | 52,68            | 1399               | 73,79              | 2061            | 91,24           |
| Rick Santorum                    | 3 938 527        | 20,65            | 251                | 13,24              | 9               | 0,4             |
| Newt Gingrich                    | 2 737 442        | 14,35            | 143                | 7,54               | –               | –               |
| Ron Paul                         | 2 099 441        | 11,01            | 100                | 5,27               | 185             | 8,19            |
| Jon Huntsman                     | 83 952           | 0,44             | 2                  | 0,11               | 1               | 0,04            |
| Rick Perry                       | 54 782           | 0,29             | –                  | –                  | –               | –               |
| Michele Bachmann                 | 41 170           | 0,22             | 1                  | 0,05               | 1               | 0,04            |
| Buddy Roemer                     | 33 589           | 0,18             | –                  | –                  | 1               | 0,04            |
| Herman Cain                      | 13 603           | 0,07             | –                  | –                  | –               | –               |
| Fred Karger                      | 12 744           | 0,07             | –                  | –                  | –               | –               |
| Gary Johnson                     | 4303             | 0,02             | –                  | –                  | –               | –               |
| Sarah Gonzales                   | 1544             | 0,01             | –                  | –                  | –               | –               |
| Paul Douglas Sims                | 530              | 0                | –                  | –                  | –               | –               |
| Michael J. Meehan                | 410              | 0                | –                  | –                  | –               | –               |
| Mark Callahan                    | 378              | 0                | –                  | –                  | –               | –               |
| Dick Perry                       | 310              | 0                | –                  | –                  | –               | –               |
| Kevin Rubash                     | 250              | 0                | –                  | –                  | –               | –               |
| Chris Hill                       | 247              | 0                | –                  | –                  | –               | –               |
| Donald Benjamin                  | 223              | 0                | –                  | –                  | –               | –               |
| Michael Stephen Levinson         | 217              | 0                | –                  | –                  | –               | –               |
| Randy Crow                       | 198              | 0                | –                  | –                  | –               | –               |
| Kip Dean                         | 198              | 0                | –                  | –                  | –               | –               |
| Keith Drummond                   | 195              | 0                | –                  | –                  | –               | –               |
| Ronald Zack                      | 156              | 0                | –                  | –                  | –               | –               |
| Jeff Lawman                      | 119              | 0                | –                  | –                  | –               | –               |
| Frank Lynch                      | 110              | 0                | –                  | –                  | –               | –               |
| Wayne Charles Arnett             | 96               | 0                | –                  | –                  | –               | –               |
| Raymond Scott Perkins            | 90               | 0                | –                  | –                  | –               | –               |
| Matt Welch                       | 86               | 0                | –                  | –                  | –               | –               |
| Benjamin Linn                    | 83               | 0                | –                  | –                  | –               | –               |
| Jim Terr                         | 59               | 0                | –                  | –                  | –               | –               |
| Charles Skelley                  | 57               | 0                | –                  | –                  | –               | –               |
| Simon Bollander                  | 54               | 0                | –                  | –                  | –               | –               |
| Average Joe Story                | 42               | 0                | –                  | –                  | –               | –               |
| Bear Betzler                     | 29               | 0                | –                  | –                  | –               | –               |
| Joe Robinson                     | 25               | 0                | –                  | –                  | –               | –               |
| Stewart Greenleaf                | 24               | 0                | –                  | –                  | –               | –               |
| Linden Swift                     | 18               | 0                | –                  | –                  | –               | –               |
| Tim Brewer                       | 15               | 0                | –                  | –                  | –               | –               |
| Vern Wuensche                    | 15               | 0                | –                  | –                  | –               | –               |
| Jeremy Hannon                    | 11               | 0                | –                  | –                  | –               | –               |
| Vermin Supreme                   | 4                | 0                | –                  | –                  | –               | –               |
| Hugh Cort                        | 3                | 0                | –                  | –                  | –               | –               |
| Paul Ryan                        | 3                | 0                | –                  | –                  | 5               | 0.04            |
| James A. Vestermark              | 3                | 0                | –                  | –                  | –               | –               |
| Roy Moore                        | 2                | 0                | –                  | –                  | –               | –               |
| Tim Pawlenty                     | 2                | 0                | –                  | –                  | –               | –               |
| Jared Blankenship                | 1                | 0                | –                  | –                  | –               | –               |
| Barack Obama (dopisany)          | 285              | 0                | –                  | –                  | –               | –               |
| Donald James Gonzales (dopisany) | 5                | 0                | –                  | –                  | –               | –               |
| Donald Trump (dopisany)          | 5                | 0                | –                  | –                  | –               | –               |
| Rudy Giuliani (dopisany)         | 2                | 0                | –                  | –                  | –               | –               |
| Sheldon Yeu Howard (dopisany)    | 2                | 0                | –                  | –                  | –               | –               |
| Mike Huckabee (dopisany)         | 2                | 0                | –                  | –                  | –               | –               |
| Ben Lange (dopisany)             | 2                | 0                | –                  | –                  | –               | –               |
| Condoleezza Rice (dopisana)      | 2                | 0                | –                  | –                  | –               | –               |
| Pat Buchanan (dopisany)          | 1                | 0                | –                  | –                  | –               | –               |
| John McCain (dopisany)           | 1                | 0                | –                  | –                  | –               | –               |
| Ralph Nader (dopisany)           | 1                | 0                | –                  | –                  | –               | –               |
| Robert D. Ray (dopisany)         | 1                | 0                | –                  | –                  | –               | –               |
| Scott Walker (dopisany)          | 1                | 0                | –                  | –                  | –               | –               |